# Det tjugonde århundradets myt

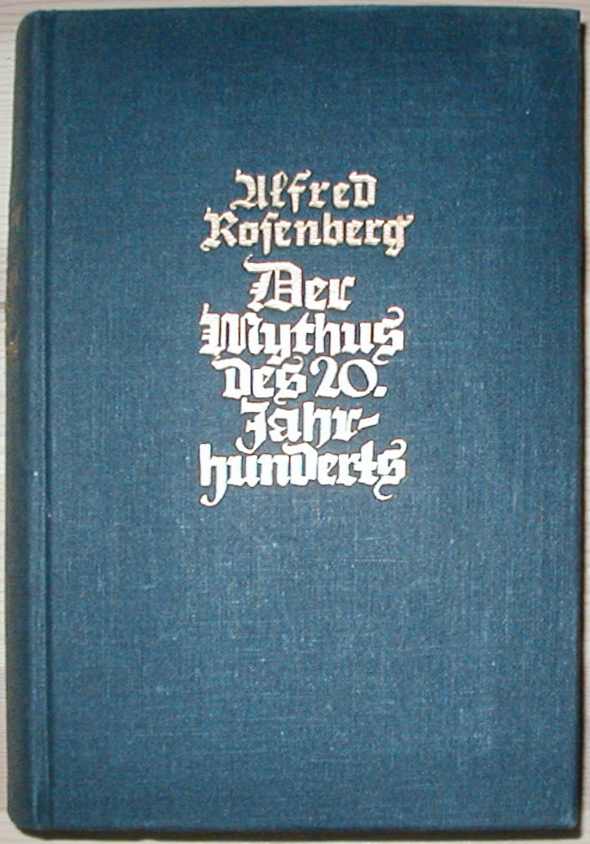
Bokomslag till Der Mythus des zwanzigsten Jahrhunderts, 143:e–146:e upplagan, 1939.

Der Mythus des zwanzigsten Jahrhunderts, "Det tjugonde århundradets myt", är en bok av den nazistiske rasideologen Alfred Rosenberg. Den publicerades 1930 och utgavs i många upplagor.
Rosenberg, som här visade influenser från Mäster Eckehart, Houston Stewart Chamberlain med flera, avhandlar i boken nazismens världsåskådning. Han propagerar för en aktiv raspolitik och Tysklands rätt till "livsrum", Lebensraum. Rosenberg avhandlar även livsåskådningsfrågor och det framgår bland annat att han tror att Gud skapat människan ras för ras och att varje ras besitter en kollektiv raslig själ. 